# The Gift (romance)
The Gift (Russo: Дар, Dar; ISBN 0-679-72725-6) é o romance russo final de Vladimir Nabokov, e é considerado para ser sua despedida para o mundo que ele estava deixando para trás. Nabokov escreveu isso entre 1935 e 1937 enquanto vivendo em Berlim, e isso foi publicado em forma serial sob seu nom de plume, Vladimir Sirin.
O quarto capítulo de The Gift, uma pseudo-biografia do escritor russo Nikolai Tchernichevski, foi censurada da publicação no jornal emigrante russo que publicou os outros quatro capítulos do livro.
O aparente protagonista da história é Fyodor Godunov-Cherdyntsev, um escritor russo vivendo em Berlim após sua família fugir da Revolução Bolchevique. As ambições literárias de Fyodor e seu desenvolvimento como escritor moldam o livro. No capítulo quinto e final, Fyodor afirma sua ambição para escrever um livro que em descrição é muito similar para The Gift. Em uma entrevista para BBC2, Nabokov citou Fyodor como um exemplo que nem todas as vidas de seus personagens são grotescas ou trágicas; ele disse que Fyodor "é abençoado com um amor verdadeiro e um inicial reconhecimento de seu gênio".
É possível para interpretar o livro como metaficção, e imaginar que o livro era na verdade escrito por Fyodor tardiamente em sua vida, embora esta não seja a única possível interpretação.
Filho de Nabokov, Dmitri, traduziu o primeiro capítulo do livro em inglês; Michael Scammell completou o resto. Nabokov então revisou as traduções de todos os cinco capítulos em 1961.

## Enredo

### Capítulo Um
Fyodor Konstantinovitch Cherdyntsev é um emigrante russo vivendo em Berlim nos anos 1920, e o capítulo começa com ele mudando para uma casa de pensão em Seven Tannenberg Street. Ele tem recentemente publicado um livro de poemas, e recebe um telefonema de Alexander Yakovlevich Chernyshevski congratulando ele sobre os poemas e convidando ele para vir para uma festa para ler uma favorável crítica em um jornal. Os poemas alcançam de volta a infância de Fyodor, qual ele gastou com sua irmã Tanya na pré-revolucionária São Petersburgo, e a mansão Leshino, propriedade rural dos Godunov-Cherdyntsevs. Fyodor chega na festa apenas para saber que ele tem caído como vítima para uma crua piada de Primeiro de Abril; seu livro não tem recebido nenhuma atenção totalmente na imprensa. Os Chernyshevskis tem um filho, Yasha, que parecia como Fyodor e amava poesia. Yasha tirou sua própria vida quando ele foi pego em um trágico triângulo amoroso. Mãe de Yasha quer Fyodor para usar o fim trágico de Yasha em seus escritos, mas ele declina. Como um resultado da morte de Yasha, seu pai sofre episódios de insanidade. Quando Fyodor retorna para seu "novo buraco" ele percebe que ele tem trazido as chaves erradas com ele, mas após ele esperar enquanto um visitante vem fora e Fyodor entra de volta. Fyodor tarda fora o verão. Na queda ele atende um encontro literário de emigrantes russos e lá ele encontra Koncheyev, quem ele considera um rival. Uma leitura de uma nova peça entedia a audiência. Quando Fyodor está para sair ele e Koncheyev discutem literatura russa em largura e com grande animação, mas sua discussão acaba para ter sido grandemente fictícia.

### Capítulo Dois
Fyodor está sonhando sobre sua nativa Rússia como ele monta em um bonde para visitar seu estudante de língua, mas ele não pode mais suportar isso e ele retorna para seus aposentos. Quando sua mãe, Elizaveta Pavlovna, vem de Paris para visitar ele, a sombra de seu perdido pai paira sob seu encontro, para sua mãe que acredita que seu marido ainda continua vivo. Antes da partida dela eles atendem um evento local literário russo, e Fyodor é o último poeta lá para recitar um de seus poemas. Embora quase despercebido ele é inspirado pela visita de sua mãe e por seu estudo de Pushkin, e ele procura seu apoio para seu novo projeto, um livro sobre seu pai, Konstantin Kirillovich. Ele coleta material, se depara com o relato de Sushoshchokov de seu avô, Kiril Ilych, um jogador que fez e perdeu uma fortuna na América antes de retornar para Rússia, e ele começa para focar nas atividades de seu pai como um explorador, lepidopterista, e escritor científico cujas jornadas entre 1885 e 1918 levaram ele para Sibéria e Ásia Central. Fyodor tem apenas vindo junto com seu pai em viagens locais, mas ele é imbuído com o amor de borboletas e ele imagina acompanhando seu pai em suas jornadas para o Oriente. Em 1916 seu pai partiu para sua última jornada e permanece desaparecido. Dificuldade de Fyodor com seu projeto é complicada por sua necessidade para encontrar um novo alojamento. Com a ajuda da Sra. Chernyshevski ele encontra um lugar com os Shchyogolevs. Ele muda com eles porque ele vê um curto, vestido pálido azul em uma sala adjacente e assume que isso pertence a filha deles.

### Capítulo Três
Este capítulo começa por descrever um dia na vida do protagonista. Na manhã Fyodor ouve os Shchyogolevs se levantarem e ele começa o dia por pensando sobre poesia. No meio-dia ele se une a família para almoço. Shchyogolev está falando de política, sua esposa, Marianna Nikolavna, está cozinhando, e a filha de Marianna, Zina Mertz, está se comportando em uma distintiva maneira hostil. Na tarde Fyodor dá suas lições tutoriais e visita uma livraria onde ele se depara com o livro de poemas de Koncheyev, "Comunicação", e algumas revisões que falharam para entender isso. Ele também lê um artigo sobre Chernyshevski e Xadrez na revista de xadrez soviética, "8x8", e depois visita seu editor, Vasiliev. Após retornar para casa e tendo jantado em seu quarto, Fyodor vai fora para encontrar Zina em segredo. Enquanto esperando por ela ele compõe um poema embutido na narrativa. Zina Mertz tem já aparecido na narrativa – ela trouxe uma das poucas cópias dos poemas de Fyodor, e ela é a filha de Marianna Nikolavna e enteada de Shchyogolev, ocupando o quarto próximo para o de Fyodor. A história de seus encontros é relembrada e nós sabemos que Zina sabia de Fyodor quando ele viveu em seus prévios alojamentos. Seus encontros são tidos em segredo e escondidos de seus pais. Shchyogolev implica que ele casou com a mãe para ganhar acesso para Zina, e isso pode ser a razão do porque ela odeia ele. Zina trabalha para um escritório de advocacia, Traum, Baum, e Kaesebier. Fyodor fica mais envolvido com a obra de Chernyshevski e declara que ele quer escrever sobre ele para "disparar prática". Ele lê tudo escrito por e sobre ele, e ele passa de "acumulação para criação". Zina é a musa de Fyodor e leitora. O primeiro editor para quem Fyodor submete seu manuscrito rejeita isso como uma "imprudente, antissocial, maliciosa improvisação". Mas Fyodor tem melhor sorte com outro editor.

### Capítulo Quatro
Este capítulo, um livro dentro de um livro, intitulado "A Vida de Chernyshevski", é a biografia crítica de Fyodor do escritor russo do século XIX, Tchernichevski, que incidentalmente foi o autor favorito de Lenin. Fyodor ridiculariza a estética de Tchernichevski e sua compreensão de literatura.

### Capítulo Cinco
O livro sobre Tchernichevski encontra em si mesmo em uma "boa, tempestuosa, atmosfera de escândalo qual ajudou nas vendas". Maioria das revisões no mundo literário dos emigrantes são críticas como o livro desmascara seu assunto como um escritor e pensador, revisão de Koncheyev, entretanto, é bem positiva. Fyodor é incapaz para mostrar o livro para Alexander Yakovlevich Chernyshevski quem tinha recentemente falecido. Sua morte e funeral são descritos. Em seu caminho para casa, Fyodor caminha com o escritor Shirin, "um surdo e cego homem com bloqueadas narinas". Shirin tenta para engajar Fyodor nas atividades do Comitê da Sociedade de Escritores Russos na Alemanha. Fyodor declina mas atende alguns encontros observando a luta interna por controle da sociedade. Shchyogolev é oferecido um trabalho em Copenhague, e planeja para levar Zina no apartamento em Berlim. Fyodor está exultante e toma uma caminhada na floresta Grunewald, onde ele imagina para ter uma conversa com Koncheyev. Suas roupas incluindo a chave para o apartamento foi roubada, e ele tem que retornar em seus calções de banho. Na noite ele sonha que seu pai tem voltado. Próxima manhã os Shchyogolevs saem para Copenhague, e Zina fica para trás. Fyodor que está planejando para escrever um "romance clássico" (The Gift) e Zina podem agora viver juntos. Eles estão em dinheiro, ambos no momento têm perdido a chave para o apartamento deles, mas eles estão felizes, eles sentem que o destino trouxe eles juntos, e Zina declara que ele irá ser "um escritor como nunca tem sido antes".

## Prefácio de 1962
The Gift é o último romance escrito por Nabokov em sua nativa língua. No prefácio de 1962, ele indica que isso foi escrito entre 1935 e 1937 em Berlim, com o último capítulo completado na Riviera Francesa em 1937. O romance foi primeiro publicado serialmente na revista emigrante parisiense Sovremennye Zapiski; entretanto, Capítulo Quatro foi rejeitado: "um bom exemplo de vida encontrando si mesma obrigada para imitar a arte que isso muito condena". O romance completo não foi publicado até 1952. Apesar de muitos paralelos Nabokov conta ao leitor para não confundir "o designer com o design" insistindo que ele não era Fyodor, seu pai não era um explorador da Ásia, e ele "nunca cortejou Zina Mertz". Desdém de Fyodor pela Alemanha pode ter sido influenciado pela "nauseante ditadura" que Nabokov experimentou quando escrevendo. O romance evoca o unido e de curta duração mundo dos escritores emigrantes russos na Europa pós-I Guerra Mundial, notadamente Berlim, um "fantasma" quando Nabokov escreveu seu prefácio onde ele indica
A heroína (de The Gift) não é Zina, mas a literatura russa. O enredo do Capítulo Um centra nos poemas de Fyodor. Capítulo Dois é uma onda em direção a Pushkin no progresso literário de Fyodor e contêm seu atento para descrever as explorações zoológicas de seu pai. Capítulo Três muda para Gogol, mas seu real centro é o poema de amor dedicado para Zina. Livro de Fyodor sobre Tchernichevski, uma espiral dentro de um soneto, toma cuidado do Capítulo Quatro. O último capítulo combina todos os precedentes temas e prenuncia o livro que Fyodor sonha de escrever algum dia: O Dom.
—Vladimir Nabokov, do Prefácio

## Father's Butterflies
Father's Butterflies de Nabokov é visto como um posfácio escrito depois para The Gift. Isso foi traduzido por seu filho e publicado postumamente, incorporado como um capítulo em Nabokov's Butterflies.

## Comentários
The Gift é considerado por alguns "o mais original, incomum e interessante peça de prosa escrita" de escrita emigrante russa (Simon Karlinsky), e a mais "difícil" dos romances russos de Nabokov. Inicialmente o complexo romance não foi recebido com sucesso; isso foi tanto ignorado ou criticado como um incendiário ataque à literatura russa. Mais cedo críticos viram isso como um romance descrevendo o desenvolvimento de um artista. Dolinin, em vez, vê isso como "um tipo de declaração de amor"—amor do criador por sua criatura, e da criatura por seu criador, amor de um filho por seu pai, amor de um exílio por sua nativa terra, amor pela língua e aqueles que amam isso, amor pela beleza do mundo, e, por último mas não ao menos, amor por seus leitores". Johnson mantêm que o tema de O Dom é a dádiva da arte que é emitida, como um jogo de xadrez, ao longo de duas linhas de enredo, desenvolvimento artístico de Fyodor e seu relacionamento com Zina. O papel das chaves no romance age como um fio condutor. Muitos outros temas estão presentes incluindo tempo, realidade, natureza, amor, pais, Rússia, literatura, arte, morte, luz, cores, sonhos, viagem, e exílio. O romance contêm embutida literatura tais como poemas, e o paradoxo de uma "real" biografia por um "irreal" escritor. A narração tece entre primeira e terceira pessoa, tempo entre agora e passado, e sonhos têm a qualidade de realidade. O romance é escrito em uma moda circular, como uma fita de Möbius (Dolinin), ao seu fim o narrador/protagonista decide para escrever o romance o leitor está lendo. Ben-Amos analisou o papel da literatura no romance afirmando que isso é "um central componente, em vez de uma reflexão, de realidade", consistente com Fyodor sendo ambos narrador e protagonista, também o amor de Zina e Fyodor é inter-relacionado para literatura e impensáveis sem isso. Similarmente, Paperno indica que literatura e realidade interagem em pé de igualdade e são intercambiáveis. Outro ângulo é fornecido por Boyd que sugere que A Dádiva retrata a vida do pai de Fyodor como uma tese "não bem ainda ganha", a vida de Chernishevsky - uma vida de frustração - sua antítese Hegeliana, e a vida de Fyodor como isso funciona a síntese: Fyodor percebe que suas frustrações passadas são parte de um grande design para ligar ele para Zina e para desenvolver sua arte.
Cada capítulo segue o estilo de uma figura da literatura russa. Lá há um capítulo escrito no estilo de Pushkin, um no estilo de Gogol, e o quarto capítulo é no estilo do satirista russo Mikhail Saltykov-Shchedrin.